# Boa Esperança (Espírito Santo)
Boa Esperança é um município brasileiro do estado do Espírito Santo, distante 285 quilômetros da capital, Vitória. Ocupa uma área de 428,501 km², e sua população em 2016 era de 15 390 habitantes. O seu Índice de Desenvolvimento Humano (IDH) é de 0,679, considerando como médio.

## História
O município de Boa Esperança foi elevado à categoria de Distrito em 1949, através da Lei nº. 65.265, de 22 de outubro de 1949, sendo criado anos depois, pela Lei nº. 1.912, de 28 de dezembro de 1963, que foi publicada no Diário Oficial em 4 de janeiro de 1964. O município foi desmembrado de São Mateus e instalado no dia 3 de maio de 1964.
O município possui uma ótima topografia sendo em sua maioria plana e está centralizado entre dois rios (rio do Norte e Itaunas) que oferecem belíssimas paisagens. Os moradores são pessoas pacatas que na maioria das vezes utilizam a bicicleta para suas atividades rotineiras. Pensando nisso foi idealizado projeto pelo então Secretário de Gestão e Planejamento, Ronaldo Salomão Lubiana, visando por o município no mapa turístico do estado e do pais. Em novembro de 2018 foi concedido ao município o título de Capital Estadual do Ciclismo (LEI Nº 10.922, DE 12 DE NOVEMBRO DE 2018) alcançando notoriedade na prática do esporte e abrindo caminhos para o agroturismo e para políticas ambientais sustentáveis.

## Geografia

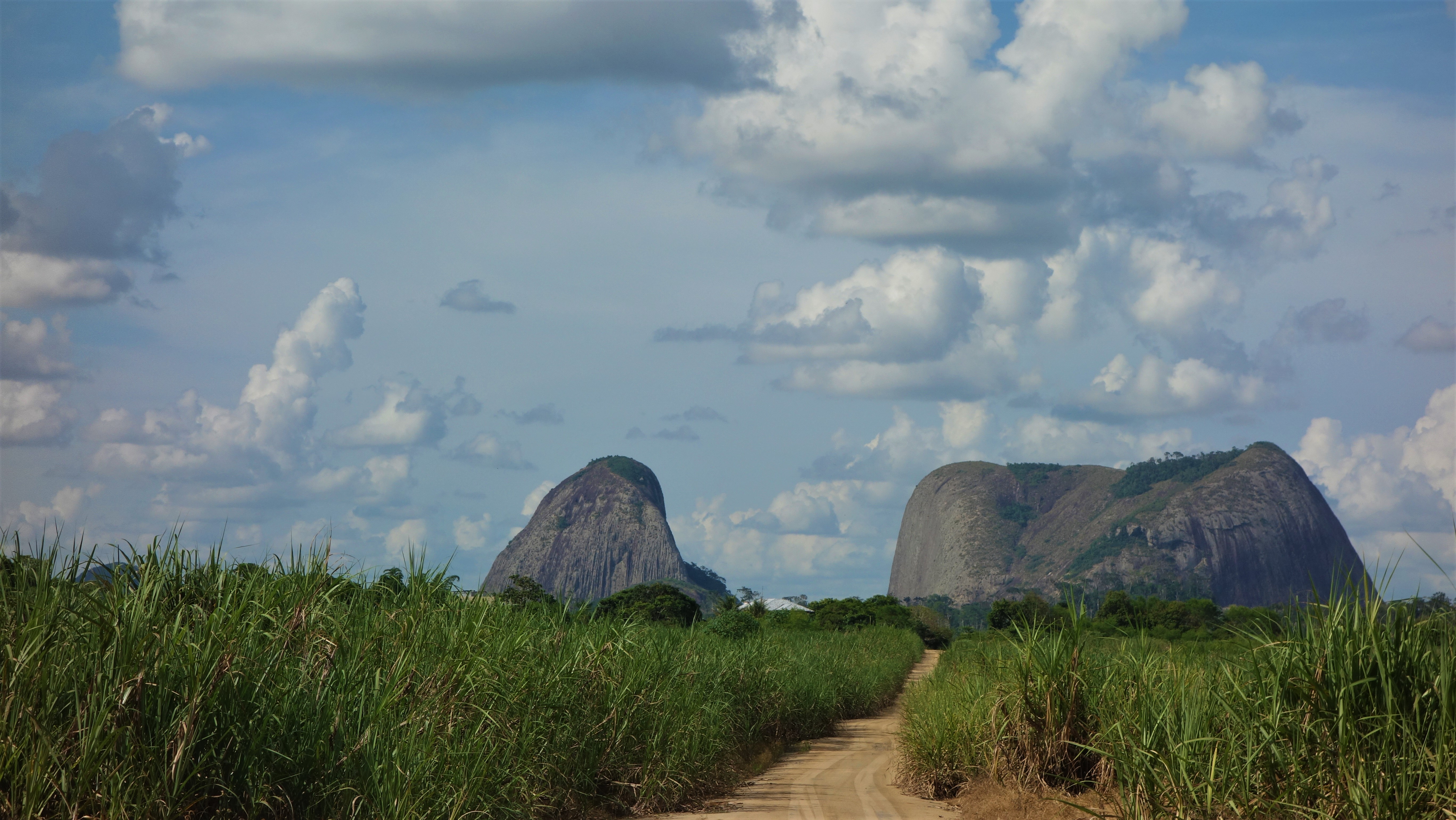
Aspecto da zona rural do município

Localiza-se a uma latitude 18º32'24" sul e a uma longitude 40º17'45" oeste, estando a uma altitude de 140 metros.
Segundo dados do Instituto Nacional de Meteorologia (INMET), desde 1986 a menor temperatura registrada em Boa Esperança foi de 10,7 °C em 11 de julho de 1989, e a maior atingiu 40,5 °C em 29 de setembro de 2009 e 29 de outubro de 2017. A partir de 1992 o maior acumulado de precipitação em 24 horas foi de 131,2 milímetros (mm) em 7 de março de 2005. Outros grandes acumulados iguais ou superiores a 100 mm foram 127,2 mm em 11 de dezembro de 2006, 125,6 mm em 30 de outubro de 2014, 123,3 mm em 7 de dezembro de 2003, 118,6 mm em 29 de novembro de 1999, 113,4 mm em 22 de janeiro de 1993, 106 mm em 7 de fevereiro de 2015 e 105,6 mm em 19 de novembro de 2016. Dezembro de 2013, com 505,6 mm, foi o mês de maior precipitação.
| Dados climatológicos para Boa Esperança                                                                                             | Dados climatológicos para Boa Esperança | Dados climatológicos para Boa Esperança | Dados climatológicos para Boa Esperança | Dados climatológicos para Boa Esperança | Dados climatológicos para Boa Esperança | Dados climatológicos para Boa Esperança | Dados climatológicos para Boa Esperança | Dados climatológicos para Boa Esperança | Dados climatológicos para Boa Esperança | Dados climatológicos para Boa Esperança | Dados climatológicos para Boa Esperança | Dados climatológicos para Boa Esperança | Dados climatológicos para Boa Esperança |
| Mês | Jan                                     | Fev                                     | Mar                                     | Abr                                     | Mai                                     | Jun                                     | Jul                                     | Ago                                     | Set                                     | Out                                     | Nov                                     | Dez                                     | Ano                                     |
| --- | --------------------------------------- | --------------------------------------- | --------------------------------------- | --------------------------------------- | --------------------------------------- | --------------------------------------- | --------------------------------------- | --------------------------------------- | --------------------------------------- | --------------------------------------- | --------------------------------------- | --------------------------------------- | --------------------------------------- |
| Temperatura máxima recorde (°C) | 40,1                                    | 39,9                                    | 39,7                                    | 37,5                                    | 37,9                                    | 38,5                                    | 37,9                                    | 36,5                                    | 40,5                                    | 40,5                                    | 39,9                                    | 39,5                                    | 40,5                                    |
| Temperatura máxima média (°C) | 33                                      | 33,6                                    | 32,8                                    | 31,2                                    | 29,8                                    | 28,5                                    | 27,9                                    | 28,4                                    | 29,4                                    | 30,4                                    | 30,5                                    | 31,5                                    | 30,6                                    |
| Temperatura média compensada (°C)                                                                                                   | 26                                      | 26,3                                    | 26,1                                    | 24,8                                    | 23,2                                    | 21,9                                    | 21,2                                    | 21,5                                    | 22,7                                    | 24                                      | 24,6                                    | 25,4                                    | 24                                      |
| Temperatura mínima média (°C) | 21,1                                    | 21,4                                    | 21,4                                    | 20,4                                    | 18,7                                    | 17,2                                    | 16,3                                    | 16,5                                    | 17,6                                    | 18,9                                    | 19,9                                    | 20,5                                    | 19,2                                    |
| Temperatura mínima recorde (°C) | 15,1                                    | 14,1                                    | 15,1                                    | 14,1                                    | 12,3                                    | 11,1                                    | 10,7                                    | 10,9                                    | 11,3                                    | 13,1                                    | 14,5                                    | 15,5                                    | 10,7                                    |
| Precipitação (mm) | 133,4                                   | 76,5                                    | 146,1                                   | 93,7                                    | 39,5                                    | 37                                      | 40                                      | 25,6                                    | 41,5                                    | 73,2                                    | 211                                     | 190,9                                   | 1 108,4                                 |
| Dias com precipitação (≥ 1 mm) | 8                                       | 7                                       | 9                                       | 7                                       | 4                                       | 4                                       | 6                                       | 4                                       | 6                                       | 6                                       | 11                                      | 11                                      | 83                                      |
| Umidade relativa compensada (%) | 71,9                                    | 70,6                                    | 72,3                                    | 75,2                                    | 76                                      | 76,8                                    | 77,3                                    | 75,6                                    | 74                                      | 72,3                                    | 74                                      | 73,1                                    | 74,1                                    |
| Insolação (h) | 206,9                                   | 202,4                                   | 193,5                                   | 179,8                                   | 178,6                                   | 168,1                                   | 171,1                                   | 185,1                                   | 156,1                                   | 163,1                                   | 143,9                                   | 171,5                                   | 2 120,1                                 |
| Fonte: Instituto Nacional de Meteorologia (INMET) (normal climatológica de 1981-2010; recordes de temperatura: 01/08/1986-presente) |                                         |                                         |                                         |                                         |                                         |                                         |                                         |                                         |                                         |                                         |                                         |                                         |                                         |

## Economia
78% da economia do município vem da agricultura, e desses 78%, 43% são das colheitas do café, iniciadas em maio. O município também têm uma forte potência na cultivação e exportação de pimenta-do-reino e uma parcela visível na produção de mamãos-papaia.

## Comunicação
Atualmente o Município de Boa Esperança possui dois veículos de comunicação: o jornal impresso O Regional e a rádio Notícia FM.  O primeiro veículo de comunicação registrado em Boa Esperança foi o jornal impresso O Guia, e nasceu no ano de 1992, com a união de quatro estudantes da Escola Antônio dos Santos Neves, que tinham o desejo de levar informação aos moradores.  Estes jovens eram: Antônio Carlos da Silva, Valdir Turini, José Lino Zanol e Aldeir Rodrigues.
O jornal O Guia teve esta composição por poucos mais de um ano, e a sociedade se desfez.  No ano de 1993 o jornal passou a ser dirigido pelos pinheirenses Arnóbio Pinheiro Silva e José Bernardino de Sena, com o apoio de Antônio Carlos da Silva, o único da primeira equipe que permanece no ramo de jornalismo até os dias atuais.
Com o passar dos anos, o jornal O Guia circulou no município até o ano de 1996, ficando paralisado por um período.
O segundo veículo de comunicação a ser implantado no Município, foi a rádio Transa Norte, em meados no ano de 1994, fruto da retomada de processo antigo que encontrava-se parado no Ministério das Comunicações.  O primeiro sócio-proprietário foi o empresário Ativo Delourdes Fagundes e outros sócios.
A rádio iniciou a sua transmissão de forma precária num estúdio improvisado em apenas um cômodo, localizada ao lado do Centro de Referência e Assistência (CRAS), que naquela época nem existia, tendo como principal locutor: Valdeci Tartáglia.  Meses a frente, passou a ocupar a casa no mesmo terreno, tendo como diretor o radialista Aldeir Rodrigues, Toninho Bil, Toninho Petróleo, Valdecir e outros.

## Cultura
Uma das instituições públicas mais culturais e motivadoras de Boa Esperança é a Biblioteca Pública Municipal, onde encontra-se o acervo com milhares de livros disponibilizados para a população. Assim também é a Escola Estadual Antônio dos Santos Neves, pioneira na inclusão de cerca de 15% da população nos estudos.